# تیتی (ملکه مصر باستان)

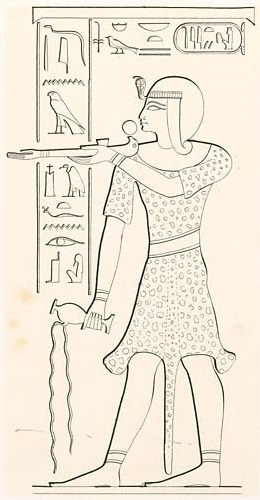
تصویری از ملکه تیتی که به صورت یک کاهن (مذکر) ایونموتف لباس بر تن کرده است. اثر کارل ریچارد لپسیوس.

تیتی (به انگلیسی: Tyti) ملکه مصر باستان از دودمان بیستم مصر بود. همسر و خواهر رامسس سوم و احتمالاً مادر رامسس چهارم بود.

## جایگاه تیتی در دودمان بیستم مصر
زمانی مشخص نبود که شوهر تیتی دقیقاً کدام فرعون است، اما اکنون بر اساس شواهد جدیدی که در شماره ۲۰۱۰ مجله باستان‌شناسی مصر (JEA) منتشر شده است، می‌دانیم که او احتمالاً رامسس سوم بوده است. القاب او نشان می‌دهد که او دختر، خواهر، همسر و مادر پادشاهان بوده است.
در گذشته، برخی تصور می‌کردند که تیتی با رامسس دهم ازدواج کرده است و او و همسرش هر دو فرزندان رامسس نهم هستند و پسرشان نیز رامسس یازدهم بوده است. اما نظریه دیگری از «جیهان گریست» او را در دودمان بیستم مصر قرار داد و او را بر اساس شباهت‌های موجود میان او و شاهدخت‌های هم‌دوره‌اش، دختر-همسر رامسس سوم و مادر رامسس چهارم معرفی کرد. با این حال، با در نظر گرفتن سن فرزند آنها، این موضوع به این معنی است که رامسس قبل از به تخت نشستن با دخترش ازدواج کرده و ازدواج پدر و دختر فقط میان فراعنه و دختران آنها اتفاق می‌افتاد.
تیتی با نوعی تاج به تصویر کشیده شده است که طبق یک نظریه، ویژگی شاهزاده-ملکه بود (نبت‌تاوی از دودمان نوزدهم مصر شاهزاده-ملکه نبتاوی با این تاج نشان داده شد و همچنین سات‌آمون از دودمان هجدهم مصر نمونه دیگری از آن را بر سر داشت). تاج شامل یک کلاهک به شکل کرکس است که در بالای آن یک مودیوس تزئین شده توسط تعدادی تاج گل قرار دارد.
با این حال، اکنون، تحقیقات علمی جدید چاپ شده در شماره ۲۰۱۰ مجله باستان‌شناسی مصر به وضوح نشان می‌دهد که ملکه تیتی در واقع همسر رامسس سوم است و این یافته بر اساس نمونه‌های خاصی از پاپیروس‌های سرقت از مقبره (یا پاپیروس بی‌ام ئی‌ای ۱۰۰۵۲) - بازسازی‌شده توسط آنتونی هریس - به‌دست آمده که اعترافات غارتگرانی را که جواهرات مقبره را به یغما برده بودند فاش می‌کند. تیتی به عنوان ملکه فرعون رامسس سوم نامگذاری شده است که به این معنی است که او به احتمال زیاد مادر خود پادشاه رامسس چهارم بوده است زیرا رامسس ششم به عنوان پسر همسر-ملکه دیگر رامسس سوم به نام است تاحمجرت شناخته می‌شود. حتی آیدان دادسون مصرشناس که به نظریه «جیهان گریست» در مورد هویت واقعی شوهر سلطنتی تیتی شک داشت، اکنون این شواهد جدید را می‌پذیرد زیرا از یادداشت‌های تازه رمزگشایی شده از این پاپیروس مربوط به سرقت مقبره بازسازی شده توسط آنتونی هریس آمده است.
با توجه به جایگاه او به عنوان همسر رامسس سوم، لوبلان حدس زده است که تیتی مادر خماسط، آمون‌هرخبیشیف، مری‌آمون است. این بر اساس شباهت‌هایی است که در برنامه‌های تدفین و تزئنات مقبره آنها وجود دارد.

## مقبرهٔ QV52
مقبره تیتی در دره ملکه‌ها QV52 نامگذاری شده است و القاب او عبارتند از: دختر پادشاه، خواهر پادشاه، همسر پادشاه، مادر پادشاه، همسر خدا، بانوی دو سرزمین. این مقبره توسط ژان-فرانسوا شامپولیون (قبر ۳)، کارل ریچارد لپسیوس (شماره ۹)، جان گاردنر ویلکسنسون (شماره ۱۲) و رابرت هی (شماره ۲) توصیف شده است. این مقبره از یک راهرو، حجره‌های جانبی، تالار و اتاقک داخلی (دفن) تشکیل شده است.
راهرو دارای یک دری است که به بخش دیگری از راهرو باز می‌شود که به عنوان هشتی توصیف شده است. دیوارها با تصاویری از خدایان تزئین شده‌اند که تصاویری قرینه را یکی در دیوار شمالی و دیگری در دیوار جنوبی تشکیل می‌دهند. پس از الهه بالدار نشسته ماعت، خدایان پتاح (جنوب) و تحوت (شمال) را می‌یابیم که نشان‌دهنده جهان اموات هستند، سپس رع-حوروس و آتوم که ایزدان خورشیدی هستند، به دنبال آن امستی و حابی و دواموتف و قبح‌سنوف، چهار فرزند حوروس. رژه خدایان توسط ایزیس و نفتیس به پایان می‌رسد.
تزئینات تالار از خدایان محافظ تشکیل شده است. به عنوان مثال، خدایان حرماعت و نب‌نیرو («ارباب وحشت») شامل می‌شوند. حرماعت نشان دهنده تولد دوباره ملکه تیتی است. درهای اتاق‌های جانبی (یا ضمیمه‌ها) با نگهبانانی تزئین شده است که یادآور کتاب مردگان است. ورودی اتاق نهایی با چهار فرزند حوروس تزئین شده است. امستی و دواموتف در ضلع جنوبی ورودی و حابی و قبح‌سنوف در ضلع شمالی.
تزئینات یا اتاق‌های کناری شامل خدایان جهان پایین، تصاویر صندوق‌های کانوپیک و ارواح په و نخن است. یکی از اتاق‌های کناری نیز شامل صحنه‌ای است که ملکه را به صورت یک کاهن (مذکر) ایونموتف نشان می‌دهد. در اتاق داخلی ملکه دوباره در برابر چندین خدا ظاهر می‌شود. دیوار عقب شامل صحنه ای است که ازیریس را به تصویر می‌کشد. او بر تخت نشسته است و تحوت، نفتیس، نیث و سرکت به او کمک می‌کنند.
این مقبره در دوره میانی سوم مورد استفاده مجدد قرار گرفت. گودالی در اتاق‌های داخلی حفر شد و حفاری‌ها انواع وسایل تدفین، از جمله تابوت‌ها و وسایل شخصی را به دست آورد.